# Pierre Njanka
Pierre Njanka Beaka (Douala, 15 marzo 1975) è un ex calciatore camerunese, di ruolo difensore.

## Carriera
Njanka è sceso in campo con la maglia della nazionale del Camerun 47 volte, partecipando al mondiali del 1998 e del 2002, così come alla Coppa delle nazioni africane 2004. Con la maglia del Camerun è principalmente ricordato per il gol segnato a Francia '98 contro l'Austria, dopo una discesa in solitaria da centrocampo dribblando più avversari e una finalizzazione sotto l'incrocio dei pali.
A livello di club, prima della vetrina iridata del 1998 che lo mise in luce, Njanka giocò in Africa. Passò poi gran parte della sua carriera nel campionato francese vestendo le maglie di Strasburgo, CS Sedan e FC Istres. Durante la sua permanenza allo Strasburgo, giocò la finale della Coppa di Francia 2001, vinta dagli alsaziani ai rigori contro l'Amiens SC. Tentò quindi vari provini in Inghilterra prima col Sunderland nel luglio 2000, giocando anche un match pre-stagionale contro il KV Mechelen. Fu vicino inoltre al Portsmouth nel 2001 ma un infortunio al ginocchio fece arenare il trasferimento prematuramente.

## Palmarès

### Club
- Coppa di Francia: 1

Strasburgo: 2000-2001
- Indonesia Super League: 1

Arema Malang: 2009-2010

### Nazionale
- Coppa d'Africa: 1

2000